# Альбіон

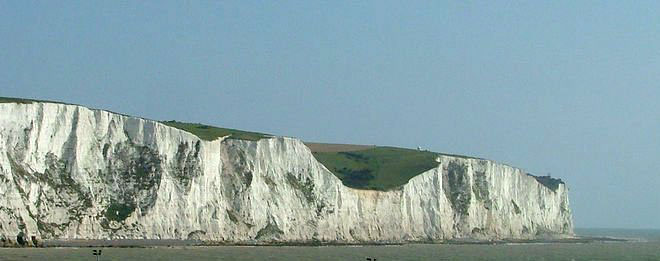
Білі скелі Дувру

Альбіо́н (дав.-гр. Ἀλβίων) — давня назва Британських островів, що використовувалася греками і римлянами.
Згадується мореплавцем Піфієм Массілійським (IV століття до н. е.)
Має, можливо, кельтське походження. Проте римляни, маючи на увазі білі скелі Дувру, вважали, що назва походить від слова albus (білий).